# 二ツ宮 (さいたま市)
二ツ宮（ふたつみや）は、埼玉県さいたま市西区の大字。郵便番号は331-0065。

## 地理
さいたま市西区西部の沖積平野（荒川平野）に位置する。荒川の堤防沿いに位置し、河川敷にあたるエリアのほうが住宅のエリアより広い。地区内の北東部に自然堤防がある。東側で飯田や中野林に、南側で昭和や塚本に、西側で塚本町および塚本の飛地や飯田新田および植田谷本村新田に、北側で西遊馬や土屋の飛地や佐知川に接する。路線バスがあるものの、交通の便は悪い。現在、埼玉県警察機動センターがある場所は埼玉県警運転免許試験場であったが、鴻巣市に移転して埼玉県警運転免許センターとなった。もともと農地が広がっていたエリアが宅地化されたため、多く農地が残る。地内の荒川堤防ではさいたま築堤事業と称される堤防の嵩上げ工事が実施されている。

### 地価
住宅地の地価は、2019年（平成31年）1月1日の公示地価によれば二ツ宮字後谷758番1の地点で4万4400円/m2となっている。

## 歴史
もとは江戸期より存在した武蔵国足立郡植田谷領に属する二ツ宮村であった。村高は正保年間の『武蔵田園簿』では569石余（田43町余、畑2町余、野銭15貫余）、『元禄郷帳』では686石、『天保郷帳』では767石余であった。助郷は中山道大宮宿に出役していたが、正徳・安永年間は日光御成街道大門宿にも加助郷していた。化政期の戸数は100軒で、村の規模は東西14町、南北6町であった。荒川に近世初頭に建設された大囲堤によって村域は東西に2分されていた。氷川神社と八幡神社が並んで鎮座していることから二ツ宮という地名ができたとされる。山王池や地蔵池などの沼沢地が随所にあった。かつて地区内の荒川河川敷に1934年（昭和9年）5月に指定された国指定天然記念物の「馬宮村櫻草自生地」があったが、戦中戦後の食糧増産に伴う開墾により消滅している（1952年10月指定解除）。
- 初めは幕府領、1651年（慶安4年）より領域の一部の知行が旗本大野氏[6]。なお、検地は1690年（元禄3年）、1731年（享保16年）、1829年（文政12年）にそれぞれ実施。
- 1828年（文政11年）より大宮宿寄場55か村組合に所属していた[6]。
- 幕末の時点では足立郡に属し、明治初年の『旧高旧領取調帳』の記載によると、幕府領（代官・大竹左馬太郎支配所）、および大野金次郎の知行[12]。
- 1868年（慶応4年）6月19日 - 幕府領が武蔵知県事・山田政則（忍藩士）の管轄となる。
- 1869年（明治2年） 
  - 1月13日 - 武蔵知県事・宮原忠英の管轄区域に大宮県を設置。県庁は東京府馬喰町に置かれる。
  - 9月29日 - 県庁が浦和に置かれ浦和県に改称。
  - 12月2日 - 旗本領が上知され、浦和県の管轄となる（府藩県三治制も参照）。
- 1871年（明治4年）11月13日 - 第1次府県統合により埼玉県の管轄となる。
- 1879年（明治12年）3月17日 - 郡区町村編制法により成立した北足立郡に属す。郡役所は浦和宿に設置。
- 1889年（明治22年）4月1日 - 町村制施行に伴い、北足立郡西遊馬村・土屋村・二ツ宮村・飯田新田・植田谷本村新田の一部が合併し、馬宮村が成立。馬宮村の大字二ツ宮となる[6]。
- 1934年（昭和9年）7月23日 - 治水橋が開通され、浦和・川越間の路線バスが運行を開始する。
- 1955年（昭和30年）1月1日 - 馬宮村が指扇村・植水村・片柳村・七里村・春岡村とともに大宮市へ編入され[13]、大宮市の大字となる。
- 1967年（昭和42年） - 大字西遊馬の一部が二ツ宮へ編入される[6]。
- 2001年（平成13年）5月1日 - 浦和市・大宮市・与野市が合併し、さいたま市が発足。同市の大字となる。
- 2003年（平成15年）4月1日 - さいたま市が政令指定都市に移行し、同市西区の大字となる。

### 二ツ宮村に存在していた小字
- 沖田[14]
- 岸の前
- 窪田
- 田中
- 大町前
- 武久田
- 七嶋
- 後谷
- 上谷
- 渋の谷
- 井戸尻
- 巣の子
- 八貫野

## 世帯数と人口
2017年（平成29年）9月1日時点の世帯数と人口は以下の通りである。
| 大字   | 世帯数  | 人口    |
| ------ | ------- | ------- |
| 二ツ宮 | 908世帯 | 2,132人 |

## 小・中学校の学区
市立小・中学校に通う場合、学区（校区）は以下の通りとなる。
| 区域                                         | 小学校                   | 中学校                 |
| -------------------------------------------- | ------------------------ | ---------------------- |
| 1 - 1035番地 1038 - 1056番地 1059 - 最終番地 | さいたま市立馬宮東小学校 | さいたま市立馬宮中学校 |
| 1036 - 1037番地 1057・1058番地               | さいたま市立栄小学校     | さいたま市立土屋中学校 |

## 交通
地区に鉄道は敷設されていない。最寄り駅は川越線指扇駅であるが、二ツ宮字後谷758番1の地点よりおよそ2.5 km離れている。

### 道路
- 埼玉県道56号さいたまふじみ野所沢線
- 埼玉県道57号さいたま鴻巣線 - 旧・県道井戸木中野林浦和線
- 埼玉県道155号さいたま武蔵丘陵森林公園自転車道線（荒川サイクリングロード）

### バス
大宮駅西口から二ツ宮方面行きの西武バスが運行される。
西武バス大宮営業所
地区内は「ニツ宮新道」、「ニツ宮」、「運動場前」停留所が設置されている
さいたま市コミュニティバス
さいたま市民医療センターから川越線指扇駅を経由して同線西大宮駅に至る西区コミュニティバスの路線が地区内を通り、「みらい前」、「ニツ宮南」、「ニツ宮」、「ニツ宮新道」停留所が設置されている。

## 施設
- さいたま市立馬宮中学校
- 埼玉県警察機動センター
  - 警察車輌総合訓練コース
- アンモータースクール
- 東京健保組合運動場
- 氷川神社
- 八幡神社
- 一乗堂
- 二ツ宮住宅第一公園
- 二ツ宮公園